# 前830年代
| 千纪： | 前1千纪 |
| 世纪： | 前10世纪 \| 前9世纪 \| 前8世纪                                                                             |
| 年代： | 前860年代 \| 前850年代 \| 前840年代 \| 前830年代 \| 前820年代 \| 前810年代 \| 前800年代                    |
| 年份： | 前839年 \| 前838年 \| 前837年 \| 前836年 \| 前835年 \| 前834年 \| 前833年 \| 前832年 \| 前831年 \| 前830年 |

## 重要事件及趋势
- 国人暴动之后，周厉王出奔到彘，这十年都属于共伯和执政或周召共和时期

## 逝世
- 前838年：熊勇（楚国第13代国君）
- 前835年：亞她利雅（犹大王国第七任君主）
- 前832年: 陳幽公
- 前831年：宋僖公（宋国第八代国君）
- 前830年: 杞武公

## 重要人物
- 熊勇
- 熊严